# Tarnogórski
Tarnogórski là một huyện thuộc tỉnh Śląskie của Ba Lan. Huyện có diện tích 644 km². Đến ngày 1 tháng 1 năm 2011, dân số của huyện là 137917 người và mật độ 214 người/km².